# Otto Hofmann (SS-Mitglied)

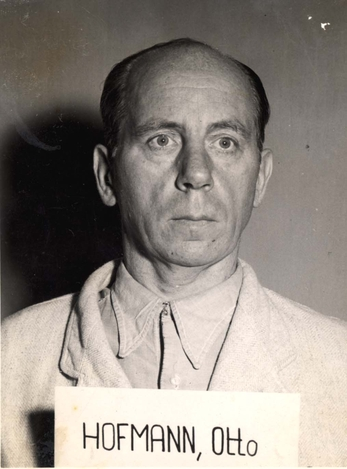
Otto Hofmann als Angeklagter bei den Nürnberger Prozessen (um 1947)

Otto Hofmann (* 16. März 1896 in Innsbruck, Tirol, Österreich-Ungarn; † 31. Dezember 1982 in Bad Mergentheim) war ein deutscher SS-Obergruppenführer, General der Waffen-SS und General der Polizei. Er war unter anderem von 1940 bis 1943 Chef des SS-Rasse- und Siedlungshauptamts und nahm an der Wannseekonferenz teil.

## Leben

### Jugend
Otto war der Sohn des Kaufmanns Adam Hofmann und seiner Ehefrau Hermine, geborene Rosmanith. In seiner Jugend besuchte er die Volksschule und anschließend ein Gymnasium in München. Zwischendurch wurde er im Hause seines Stiefgroßvaters unterrichtet.

### Erster Weltkrieg
Nach dem Ausbruch des Ersten Weltkrieges meldete er sich als Freiwilliger und rückte am 23. August 1914 beim 9. Feldartillerie-Regiment der Bayerischen Armee in Landsberg am Lech ein. Im Januar 1915 kam Hofmann mit dem Reserve-Feldartillerie-Regiment 8 an die Front. Im März 1917 wurde er zum Leutnant befördert und etwa zur selben Zeit als Verbindungsoffizier einer österreichischen Fliegerkompanie zugeteilt. Kurz darauf, im Juni 1917 wurde er von einem russischen Kampfflieger abgeschossen. In der Folge geriet er in russische Kriegsgefangenschaft, aus der er nach fünf Wochen entkommen konnte. Nach seiner Rückkehr nach Deutschland wurde er zum Flugzeugführer ausgebildet.

### Weimarer Republik
Im März 1919 wurde Hofmann aus dem Heeresdienst entlassen. Anschließend gehörte er vom April bis September 1919 der Volkswehr-Batterie von Axthelm im Grenzschutz Bayerische Ostmark an. Noch während des Krieges hatte Hofmann am 16. Juli 1918 die Tochter des Weingroßhändlers Carl Giessing in Nürnberg geheiratet, sie hatten eine Tochter. Die Ehe wurde 1925 wieder geschieden. Von 1920 bis 1925 war er in der Großhandelsfirma Giessing in Nürnberg tätig, zuletzt als Prokurist. 1925 machte er sich dann selbständig und übernahm die Vertretung größerer Weinfirmen in den Weinbaugebieten des In- und Auslandes. Am 6. Januar 1927 heiratete er erneut, sie hatten zwei Söhne.
Politisch engagierte Hofmann sich in der Nachkriegszeit in Kreisen der extremen politischen Rechten: Im April 1923 trat er erstmals in die NSDAP ein. Zum 1. August 1929 trat er der 1925 neu gegründeten NSDAP erneut bei (Mitgliedsnummer 145.729). Zum 1. April 1931 wurde er zudem Mitglied der SS (SS-Nummer 7.646).
In der SS fungierte Hofmann seit dem 21. Dezember 1931 als Führer der Motorstaffel der 3. SS-Standarte. Am 9. September 1932 übernahm er dann die Wahrnehmung der Geschäfte des Motor-Oberstaffelführers des SS-Abschnitts IX.

### Zeit des Nationalsozialismus

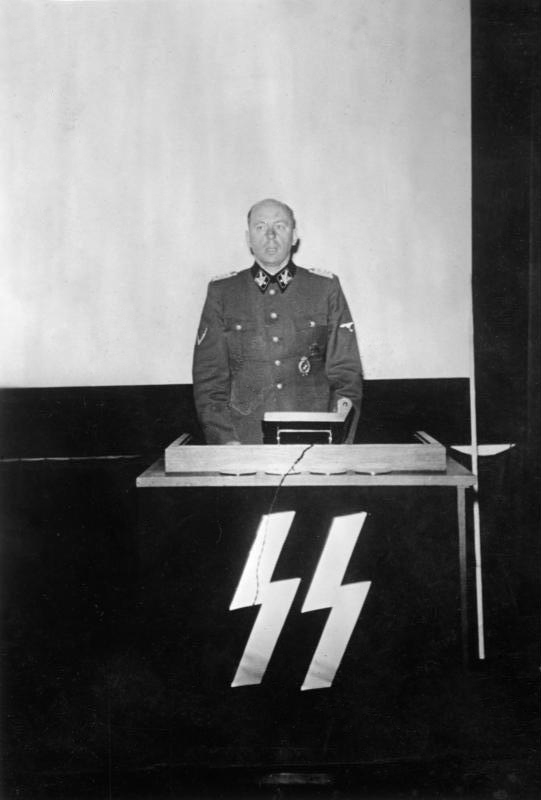
Hofmann spricht vor Männern der niederländischen SS, der Waffen-SS sowie vor Führerinnen des Arbeitsdienstes. Holland, Juli 1942

Kurz nach dem Machtantritt der Nationalsozialisten im Frühjahr 1933 wurde Hofmann hauptberuflicher SS-Führer. In der Folge bekleidete er eine Vielzahl von leitenden Funktionärsposten in der SS: Am 11. Mai 1933 wurde Hofmann zum SS-Führer z. b. V. der SS-Gruppe Süd ernannt. Bald danach, am 26. Oktober 1933 wurde er mit der Übernahme der Geschäfte des Stabsführers der SS-Gruppe Nordwest beauftragt. Am 20. Januar 1934 folgte die offizielle Ernennung zum Stabsführer des SS-Oberabschnitts Nordwest. Am 9. März 1934 folgte seine Bestallung als Führer der 21. SS-Standarte, bevor er am 28. März 1935 zum Führer der 28. SS-Standarte ernannt wurde. Wenig später, am 25. Mai 1935, wurde Hofmann mit der Führung des SS-Abschnitts XV (Hamburg) beauftragt. Am 17. Dezember 1936 wurde er zum Führer im Rasse- und Siedlungshauptamt ernannt. Im März 1933 hatte er zudem erfolglos bei der Reichstagswahl kandidiert.
Am 12. Januar 1939 wurde Hofmann als Nachfolger von Erich Karl Amtschef des Rassenamtes zum SS-Führer im Stabe des Rasse- und Siedlungshauptamtes ernannt. Am 16. Dezember 1939 wurde er zusätzlich zu seiner Funktion als Amtschef des Sippenamtes mit der Wahrnehmung der Geschäfte des Chefs des Rasse- und Siedlungshauptamtes beauftragt. Ebenfalls 1939 war Hofmann Mitherausgeber der Zeitschrift Der Biologe geworden, die kurz zuvor vom SS-Ahnenerbe übernommen worden war.
Im Anschluss an seine Ernennung zum Chef des Rasse- und Siedlungshauptamts der SS am 9. Juli 1940 stand er dieser Institution bis zum 20. April 1943 vor. In dieser Funktion war er in führender Stellung an der Durchsetzung der Germanisierungspolitik auf dem Territorium Polens und der Sowjetunion beteiligt: So war er verantwortlich für die Organisierung von „Rasseprüfungen“, in deren Folge Einwohner der besetzten Gebiete von ihrem Land vertrieben und Deutsche dort angesiedelt wurden, für die Verschleppung polnischer Kinder nach Deutschland und für die „SS-Sippenpflege“. Als Teilnehmer der Wannseekonferenz vom 20. Januar 1942, an der die sogenannte Endlösung der Judenfrage, d. h. die Regelung der Deportation und Tötung aller Juden im Herrschaftsbereich der Nationalsozialisten im Detail organisiert und koordiniert wurde, trat Hofmann darüber hinaus mit der Forderung nach der Sterilisierung von „Mischlingen“ mit „jüdischem Blutanteil“ auf.
Im April 1943 wurde Hofmann Führer des SS-Oberabschnitts Südwest und zugleich Höherer SS- und Polizeiführer in Württemberg, Baden und im Elsass. Außerdem übernahm er die Funktion des Kommandeurs der im dortigen Wehrkreis V aufhältlichen Kriegsgefangenen. In seiner Eigenschaft als Höherer SS- und Polizeiführer übergab er, wie er nach dem Krieg einräumte, Ostarbeiter, die verbotenen Geschlechtsverkehr mit Deutschen hatten, an den Reichsstatthalter von Württemberg. Nach seinen Schätzungen waren dies „15 bis 25 Fälle“, die dann gehängt oder ins Konzentrationslager überführt worden seien.

### Nachkriegszeit
Zum Ende des Zweiten Weltkriegs geriet Hofmann in alliierte Gefangenschaft. Nach längerer Internierung wurde er  im Prozess gegen das Rasse- und Siedlungshauptamt angeklagt und im März 1948 wegen Verbrechen gegen die Menschlichkeit und Kriegsverbrechen zu 25 Jahren Haft verurteilt.
Zu den kriminellen Aktivitäten im Rahmen der Germanisierungspolitik, für die ihm die Verantwortlichkeit nachgewiesen wurde, zählen das Entführen ausländischer Kinder, Zwangsabtreibungen an Ostarbeiterinnen, die Wegnahme der Kinder von Ostarbeitern, illegale und ungerechte Bestrafung von Ausländern für Geschlechtsverkehr mit Deutschen, Behinderung der Fortpflanzung von Angehörigen von Feindstaaten, zwangsweise Evakuierung und Umsiedlung von ausländischen Bevölkerungsgruppen, Zwangseinbürgerung von Angehörigen von Feindstaaten, Verwendung von Angehörigen von Feindstaaten zur Zwangsarbeit. Lediglich die Schuld an der Plünderung von privaten und öffentlichem Eigentum konnte ihm nicht nachgewiesen werden. Seine Rolle für die Planung und Durchführung des Massenmordes an den europäischen Juden wurde bei dem Prozess nicht einmal ansatzweise berücksichtigt, obwohl er Teilnehmer der Wannseekonferenz war.
Am 7. April 1954 wurde er begnadigt und aus dem Kriegsverbrechergefängnis Landsberg entlassen. Danach war er kaufmännischer Angestellter in Württemberg.

## Auszeichnungen
- Eisernes Kreuz (1914) II. und I. Klasse
- Bayerisches Flugzeugbeobachterabzeichen
- Goldenes Parteiabzeichen der NSDAP
- SS-Dienstauszeichnung
- Dienstauszeichnung der NSDAP in Silber und Bronze
- Kriegsverdienstkreuz (1939) II. und I. Klasse mit Schwertern
- Ehrendegen des Reichsführers SS
- Totenkopfring der SS